# Pole Mokotowskie
Pole Mokotowskie (nome ufficiale: A10 Pole Mokotowskie) è una stazione della linea M1 della metropolitana di Varsavia. È stata inaugurata nel 1995.